# Strezimirovci
Strezimirovci (cyr. Стрезимировци) – wieś w Serbii, w okręgu pczyńskim, w gminie Surdulica. W 2011 roku liczyła 25 mieszkańców.